# Ernesto Eugenio Filippi
Ernesto Eugenio Filippi (Collelungo, 17 maggio 1879 – 23 agosto 1951) è stato un arcivescovo cattolico italiano.

## Biografia
È stato ordinato presbitero il 21 settembre 1901.
Il 22 luglio 1921 papa Benedetto XV lo ha nominato arcivescovo titolare di Sardica e delegato apostolico in Messico; ha ricevuto l'ordinazione episcopale il 7 agosto successivo dal cardinale Gaetano De Lai, cardinale vescovo di Sabina, coconsacranti l'arcivescovo Giuseppe Palica, vicegerente della diocesi di Roma, e il futuro cardinale Luigi Capotosti, segretario della Congregazione per la disciplina dei sacramenti.
Due anni dopo, il 31 marzo 1923, papa Pio XI lo ha spostato, sempre come delegato apostolico, in Turchia.
Il 6 aprile 1925 lo stesso Papa lo ha nominato arcivescovo metropolita di Monreale, dove è rimasto fino alla sua morte, il 23 agosto 1951.

## Controversie
È stato accusato di aver dato rifugio al famigerato bandito Salvatore Giuliano nella sua proprietà di campagna, Villa Carolina, situata tra Monreale e Pioppo ma recenti ricerche hanno dimostrato che la villa in realtà apparteneva ad un ricco borghese e versava in stato di abbandono (diventando quindi rifugio di banditi e mafiosi) mentre l'arcivescovo aveva una proprietà nelle vicinanze dove trascorreva le vacanze.

## Genealogia episcopale e successione apostolica
La genealogia episcopale è:
- Cardinale Scipione Rebiba
- Cardinale Giulio Antonio Santori
- Cardinale Girolamo Bernerio, O.P.
- Arcivescovo Galeazzo Sanvitale
- Cardinale Ludovico Ludovisi
- Cardinale Luigi Caetani
- Cardinale Ulderico Carpegna
- Cardinale Paluzzo Paluzzi Altieri degli Albertoni
- Papa Benedetto XIII
- Papa Benedetto XIV
- Papa Clemente XIII
- Cardinale Marcantonio Colonna
- Cardinale Giacinto Sigismondo Gerdil, B.
- Cardinale Giulio Maria della Somaglia
- Cardinale Carlo Odescalchi, S.I.
- Cardinale Costantino Patrizi Naro
- Cardinale Lucido Maria Parocchi
- Papa Pio X
- Cardinale Gaetano De Lai
- Arcivescovo Ernesto Eugenio Filippi

La successione apostolica è:
- Vescovo Bernardino Re, O.F.M.Cap. (1928)